# Rehab (EP Amy Winehouse)
Rehab è un EP picture disc in vinile della cantante britannica Amy Winehouse, pubblicato postumo in Francia nel 2012.

## Tracce

### Lato A
1. Rehab (Original Extended Mix)	4:01
2. Rehab (Demo Extended Version)	4:10
3. Rehab (Desert Eagle Disc Vocal) 5:00

### Lato B
1. Rehab (Hot Clip Remix)	6:05
2. Rehab (Festival London) 2007	3:46
3. Rehab (Napster Live)	3:33